# Acta Astronomica
Acta Astronomica – polski kwartalnik naukowy, założony w 1925 przez Tadeusza Banachiewicza. Pierwotnie czasopismo było wydawane przez Polskie Towarzystwo Astronomiczne w formie aperiodyku w trzech seriach. Od 1954 wydawane przez Komitet Astronomii PAN. Dwa lata później czasopismo zostało przekształcone w kwartalnik i zrezygnowano z równoległych serii. Wtedy też redaktorem został Józef Witkowski, a współpracował z nim Eugeniusz Rybka. Z inicjatywy Stefana Piotrowskiego w 1966 redakcja została przeniesiona przez Komitet Astronomii PAN do Obserwatorium Astronomicznego Uniwersytetu Warszawskiego, a redaktorami zostali Józef Smak i Andrzej Kruszewski. W 1970 redaktorem został Kazimierz Stępień, a współpracowali z nim Wojciech Dziembowski oraz Marcin Kubiak (od połowy lat 70.). Kubiak i Stępień redagowali Acta Astronomica do końca lat 80. W 1990 KA PAN przekazał wydawanie czasopisma Fundacji Astronomii Polskiej im. Mikołaja Kopernika w Warszawie. W 1991 do redakcji dołączył Andrzej Udalski. W 2013 redaktorem naczelnym został Michał Jaroszyński, a jego zastępcą Andrzej Udalski.